# Tony Judt
Tony Judt, född 1948 i London, Storbritannien, död 2010, var en brittisk historiker. 

## Biografi
Judt studerade vid King's College i Cambridge och École normale supérieure i Paris, och har arbetat som lärare vid universiteten i Cambridge, Oxford, Berkeley och New York. Under sina sista år var han professor i europeiska studier vid Remarque Institute vid New York University. Judts uppmärksammade och omfattande översiktsverk "Postwar: A History of Europe Since 1945" nominerades till Pulitzerpriset 2006.
Judts kontroversiella artiklar där han bland annat kritiserade staten Israel för intolerans och för att vara en religiös stat har kritiserats i Israel och USA. 
I oktober 2009 höll Tony Judt ett föredrag om välfärdssamhällets och socialdemokratins framtid. Det som gjorde intryck på åhörarna var inte bara det angelägna ämnet och talarens glöd, utan också det faktum att den tidigare så fysiskt vitale historikern satt i rullstol, förlamad från halsen och nedåt och med en stor andningsapparat för ansiktet. Efteråt uppmanades Tony Judt att utveckla det han sagt till en bok. Från sin sjukbädd dikterade han sedan boken Illa far landet, som är en uppgörelse med det som enligt honom är kännetecknande för vår tid: materialismen och egennyttan, den okritiska beundran av marknaden, dyrkan av den privata sektorn, föraktet för den offentliga sektorn, de växande klyftorna mellan rika och fattiga, de falska föreställningarna om en gränslös tillväxt. Boken är emellertid även en nutidshistorisk lektion och ett konstruktivt förslag på vad som bör göras för att lösa de stora problem våra länder brottas med. Med sin skepsis mot identitetspolitik och enfrågerörelser, och med sin tro på kollektivt tänkande och en utvidgad roll för staten i samhällets organisering, utmanar Tony Judt föreställningar både till vänster och höger.
Judt diagnostiserades i september 2008 med sjukdomen ALS, amyotrofisk lateral skleros, och avled den 6 augusti 2010.